# Huw Jenkins
Huw Jenkins (Skewen, 9 maart 1963) is een Welsh zakenman en huidig voorzitter van de Welshe voetbalclub Swansea City AFC, dat uitkomt in de Engelse Premier League.
Jenkins was al op vroege leeftijd fan van Swansea City, zo herinnert hij zich dat zijn vader hem meenam naar een wedstrijd tegen rivaal Cardiff City: "We parkeerden ver van het stadion en slopen naar binnen om de wedstrijd te zien. De sfeer was nogal vijandig als je supporter was van Swansea."
In januari 2002 nam hij met een groep de aandelen over van de voorzitter van toen, Tony Petty, en hij werd aangesteld als voorzitter, omdat hij naar eigen zeggen 'de saaiste was'. Tijdens zijn aanwezigheid als voorzitter promoveerde Swansea viermaal, vanuit de Football League Third Division naar de Premier League, het hoogste Engelse voetbalniveau. Onder meer Roberto Martínez, Paulo Sousa, Brendan Rodgers, Michael Laudrup en Garry Monk werden als coach aangesteld door Jenkins.